# دراجات فيلادلفيا الكلاسيكية
دراجات فيلادلفيا الكلاسيكية (بالإنجليزية: The Philadelphia Cycling Classic)‏ هو سباق دراجات هوائية،  بدأ في 2013 في الولايات المتحدة الأمريكية.

## تاريخ

### قائمة الفائزين
| السنة | الفائز            | الثاني             | الثالث           |
| ----- | ----------------- | ------------------ | ---------------- |
| 2013  | إيفلين ستيفنز     | جويل نومينفيل      | Claudia Häusler  |
| 2014  | إيفلين ستيفنز     | ليكس ألبرشت        | لورين هال        |
| 2015  | Lizzie Armitstead | إليسا ونغو بورغيني | ألينا أمياليوسيك |
| 2016  | ميغان غوارنير     | إليسا ونغو بورغيني | ألينا أمياليوسيك |

## وصلات خارجية
الموقع الرسمي